# Avesta Krylbo station
Avesta Krylbo station är en järnvägsstation i stadsdelen Krylbo i Avesta i Dalarnas län.
Stationen öppnade för järnvägstrafik 1873 i samband med att Norra stambanan mellan Stockholm och Storvik öppnades. När stationen först öppnades uppfördes endast ett mindre stationshus i trä. Detta mycket anspråkslösa stationshus revs 1902 och ersattes då av ett betydligt större och pampigare stationshus i sten, vilket fortfarande tjänar som stationshus. Detta hus byggdes i samband med att stambanan mellan Mjölby och Krylbo öppnade, en linje som bidrog till att Krylbo blev en av Sveriges viktigaste järnvägsknutar.

## Historia
När stationen öppnades 1873 fick den namnet Krylbo. Ett år senare öppnades linjen Norberg-Krylbo. Redan för denna trafik var stationen och stationshuset underdimensionerat, då tunga godstransporter från Kärrgruvan och Norberg blev mycket vanliga. Detta gjorde att omlastningar blev vanliga och stationsområdet expanderade ständigt. När sedan den privata järnvägen mellan Krylbo och Borlänge öppnades 1881 blev Krylbo ännu viktigare, men nu främst som bytesstation för persontransporter. Till detta var det lilla stationshuset i endast ett plan verkligen inte anpassat och man började redan nu diskutera ett nytt stationshus. Det skulle dock dröja över 20 år innan ett sådant byggdes. Detta skedde 1902 då stambanan mellan Krylbo och Mjölby blev klar. Det stationshus som nu byggdes efter ritningar av SJ:s chefsarkitekt Folke Zettervall anpassades till stationens storlek och betydelse. Stationshuset fick en nationalromantisk stil, allt enligt tidens ideal. Det är detta stationshus som ännu idag tjänar som stationshus. 
Stationen fick efter Stambanan mellan Krylbo-Mjölbys öppnande mycket stor betydelse och Krylbo blev härigenom en av Sveriges mest betydelsefulla järnvägsknutar, jämförbar med stationer som Hallsberg och Nässjö. För persontrafikens del blev Krylbo ett nav för nästan alla tåg som skulle norr om Stockholm. Bland de större linjerna som passerade Krylbo kan nämnas Stockholm-Krylbo-Norrland, Köpenhamn/Malmö-Mjölby-Krylbo-Norrland, Göteborg-Krylbo-Norrland och Stockholm-Krylbo-Dalarna. Norrlandslinjerna delade sedan upp sig till flera linjer bland annat till Gävle, Sundsvall, Östersund och Övre Norrland. 
Enligt Nils Ericsons planer hade samtliga statsbanor byggts långt från kusterna. Detta berodde dels på att det fanns betydligt färre naturmässiga problem, såsom vikar och älvmynningar, inåt landet och dels på det säkerhetspolitiska läget. Järnvägen var en viktig del för att kunna ta över och utnyttja ett lands resurser och om denna byggdes in i landet skulle det vara betydligt svårare att ta över järnvägen vid en eventuell invasion. Dessa planer övergavs efter ett tag och man började på 1910-talet tala om en kustbana mellan Gävle och Sundsvall. Denna bana var klar 1927 och betydde stora förändringar för Krylbo. Den närmaste vägen till Norrland från Stockholm gick nu inte längre via Krylbo utan via Sundsvall. Allt fler tåg började att använda sig av denna sträckning, men trots det förblev Krylbo en betydelsefull station – nu främst för tågen från Göteborg och Malmö.
Klockan 05:20 den 19 juli 1941 inträffade Krylbosmällen, då ett tyskt tåg lastat med ammunition exploderade vid Krylbo station.

## Nutid

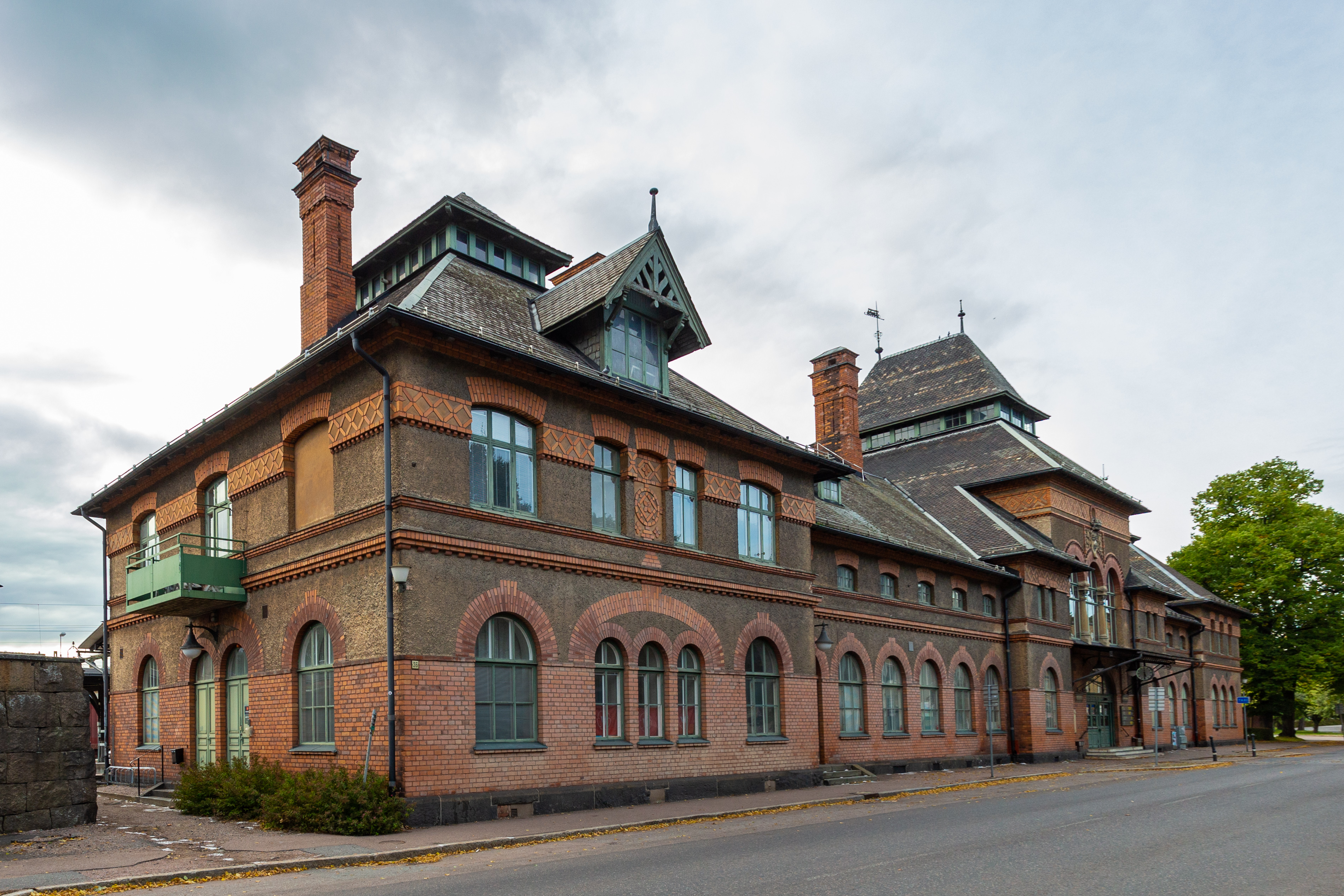
Exteriör från sydost

Avesta Krylbo är idag en station som främst trafikeras av SJ:s tåg mellan Stockholm och Dalarna samt Tåg i Bergslagens tåg Gävle–Avesta Krylbo–Örebro, förutom en stor mängd godståg som passerar stationen. Detta innebär att Avesta Krylbo tappat mycket av sin betydelse som bytesstation och knutpunkt och är idag främst en resandestation för resenärer till och från Avesta. All personlig stationsexpediering är borta och väntsalen är numera obemannad. 
2009, samtidigt som EU-valet, hölls en folkomröstning i Avesta kommun om man skulle låta SJ:s tåg stanna i Avesta Krylbo eller om de skulle stanna på den relativt nya och betydligt centralare stationen Avesta centrum. Om detta förslag skulle gå igenom skulle det i praktiken betyda dödsstöten för Avesta Krylbo som järnvägsknut och större station, då den endast skulle trafikeras av de fåtalet tågpar som går på linjen Hallsberg–Örebro–Avesta Krylbo–Gävle. Utfallet blev dock med stor majoritet till Avesta Krylbos fördel (6000 röster för och 1500 emot[källa behövs]) och stationen förblir en knutstation. Som argument för nämndes främst den långa tradition som Krylbo utgjort samt det starka varumärke som Avesta Krylbo utgör i järnvägssammanhang.[källa behövs]
2013 köpte Avesta kommun byggnaden av statliga Jernhusen AB för 1,5 miljoner kronor.

## Namnet
Stationen som öppnades 1873 fick namnet Krylbo, ett namn som stod sig i nära 100 år. Krylbo station ändrade 1970 namn till Avesta Central, detta främst eftersom samhällena Avesta och Krylbo nu vuxit ihop mer och mer samt att Krylbo köping efter kommunreformen 1971 skulle komma att tillhöra Avesta kommun. Namnet Avesta Central var dock aningen missvisande då en centralstation allt som oftast ska befinna sig någorlunda i centrum av en stad. Detta var inte fallet med Avesta Central som de facto fortfarande låg i den lilla orten Krylbo, endast via industriområden sammanvuxen med Avesta. På grund av detta valde man att 1986 kombinera det gamla och det nya namnet och resultatet blev Avesta-Krylbo. 1988 togs bindestrecket bort och namnet blev Avesta Krylbo. 2006 öppnades stationen Avesta centrum, belägen i centrala Avesta, 3 kilometer nordväst om Krylbo station.

## Byggnadsminne
Stationen är ett byggnadsminne, benämnt Avesta Krylbo stationshus, och består av stationshuset, de på 1950-talet uppförda perrongtaken på plattform 1 och 2–3 samt gångbron över järnvägen, byggd 1920.

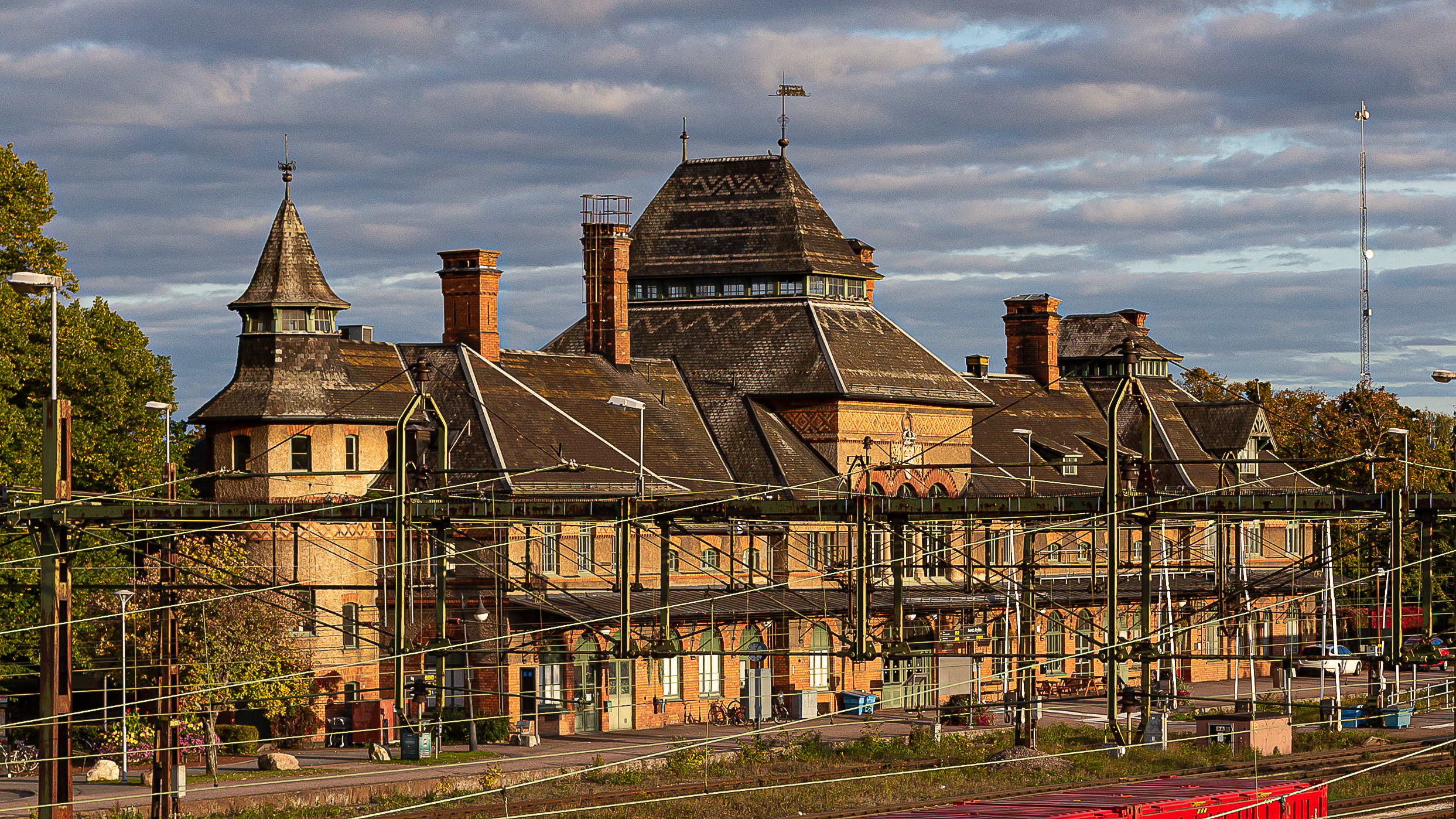
Vy från nordväst
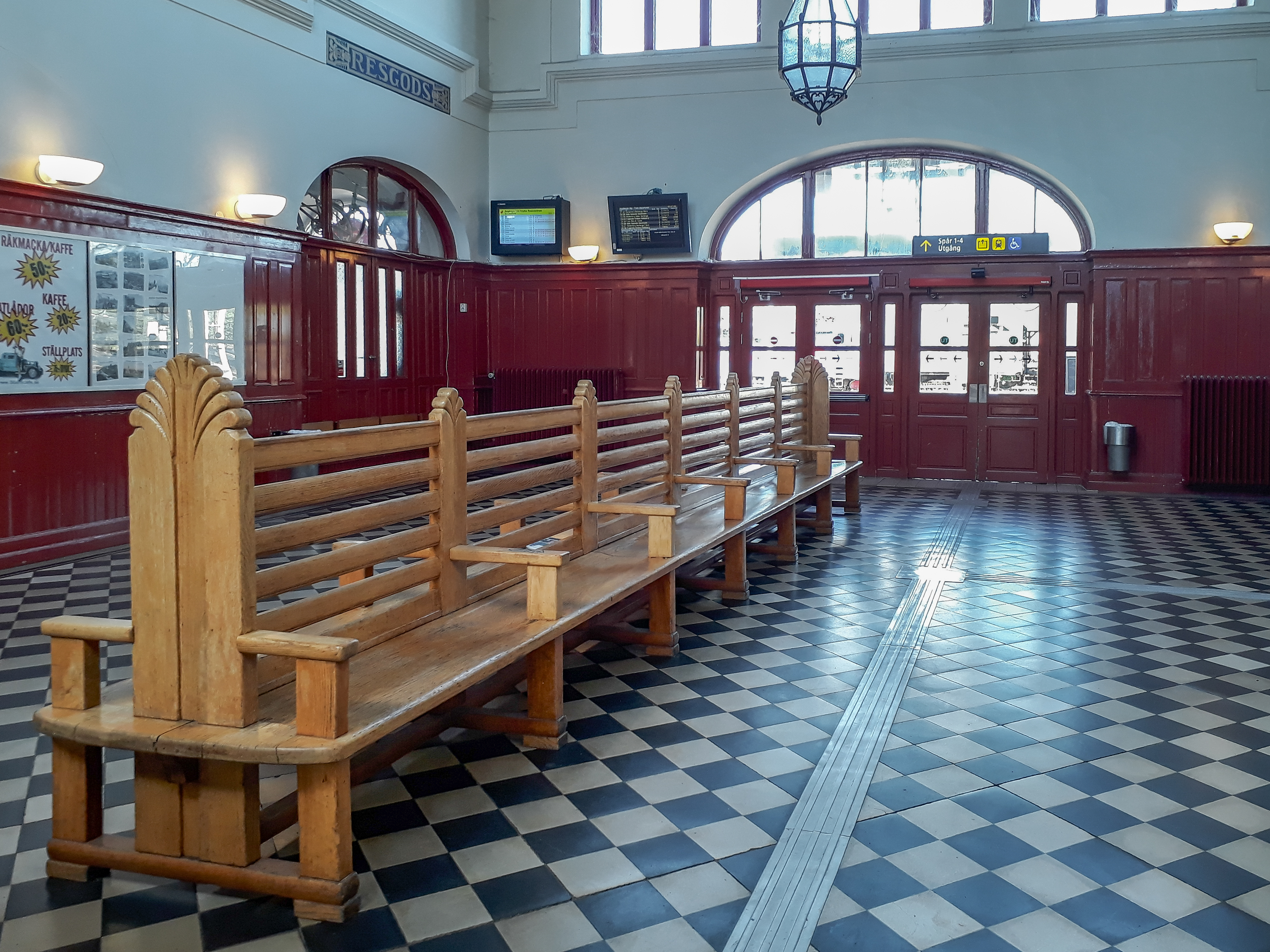
Väntsalen
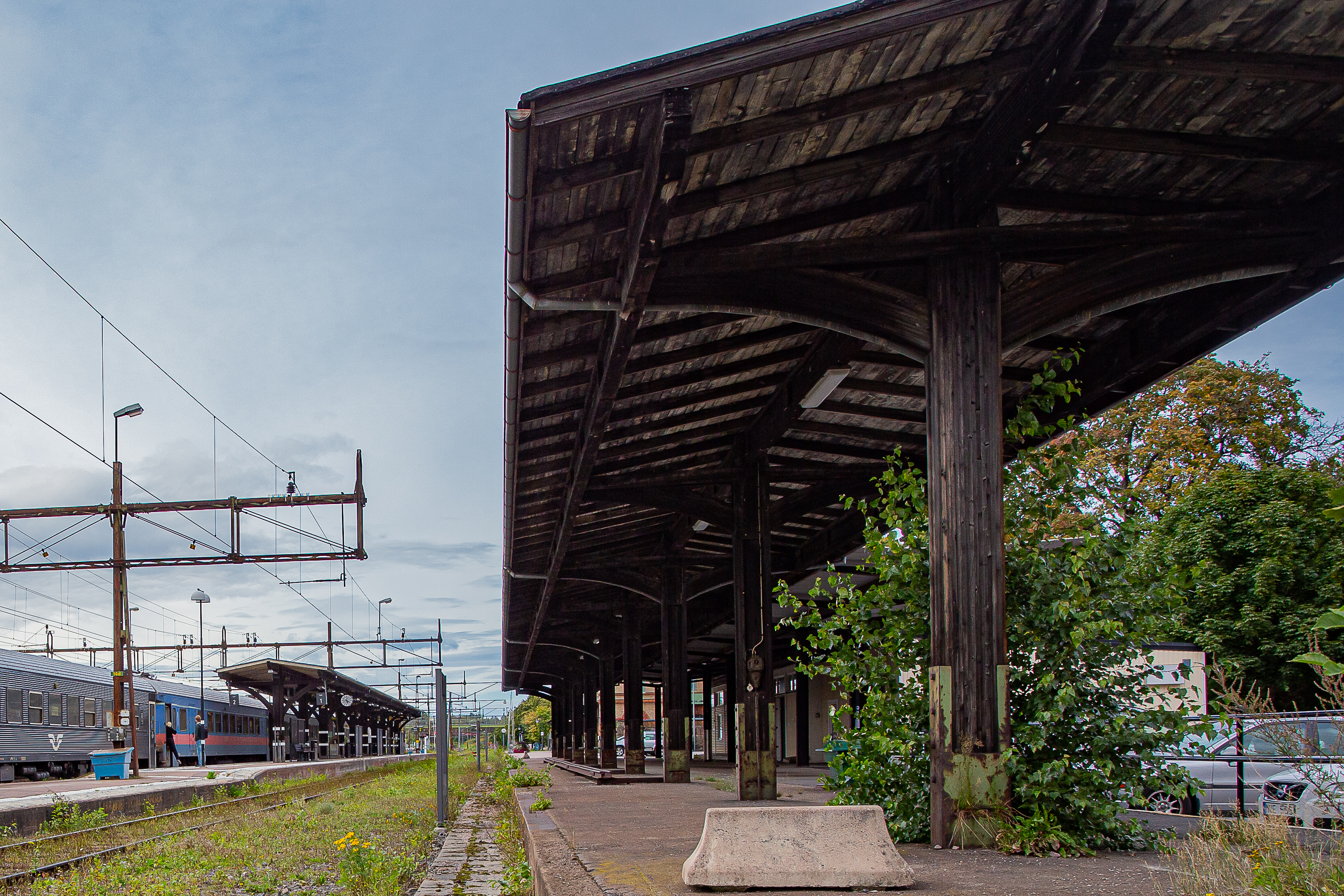
Plattform 1 i förgrunden, plattform 2 och 3 i bakgrunden
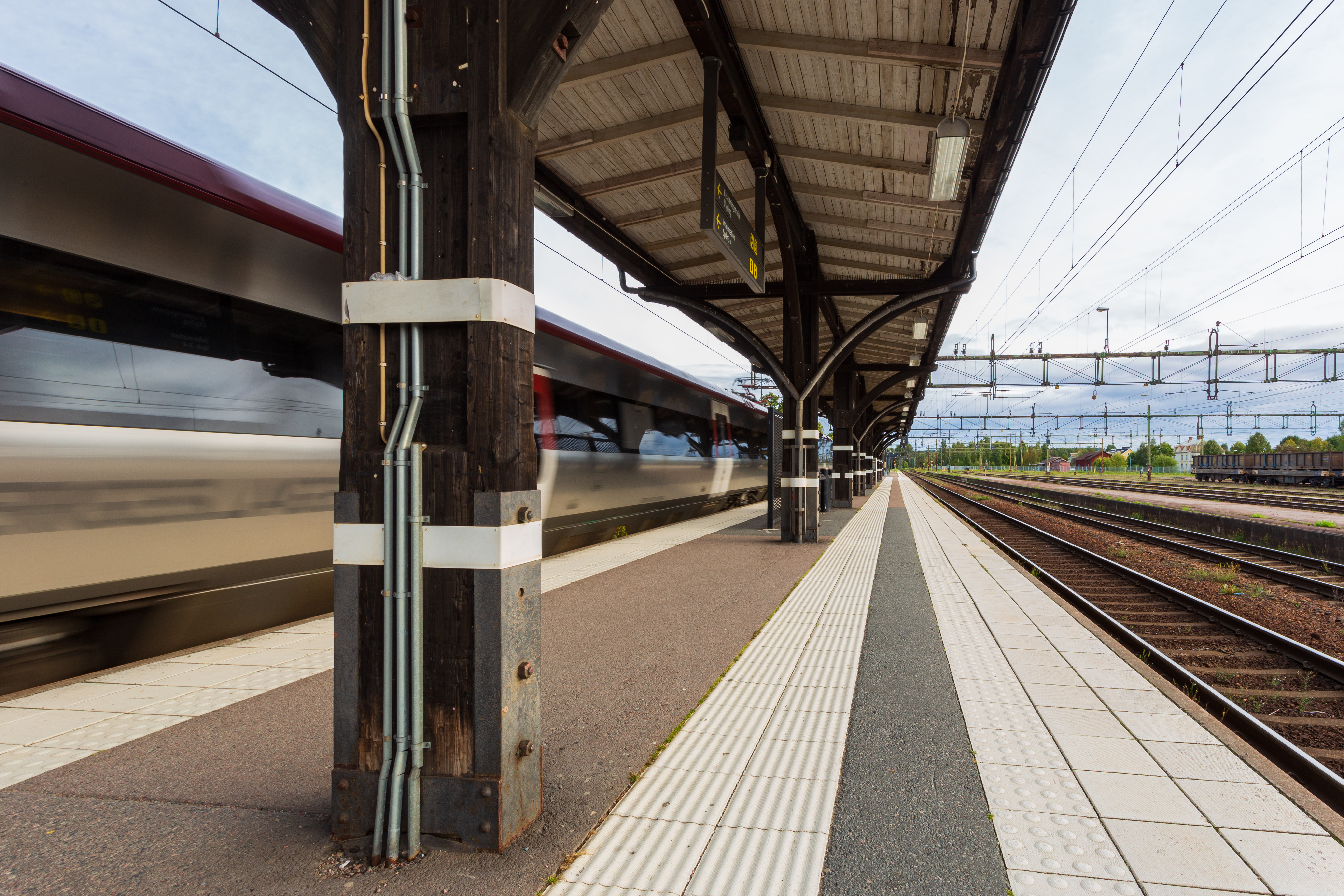
Plattform 2 och 3
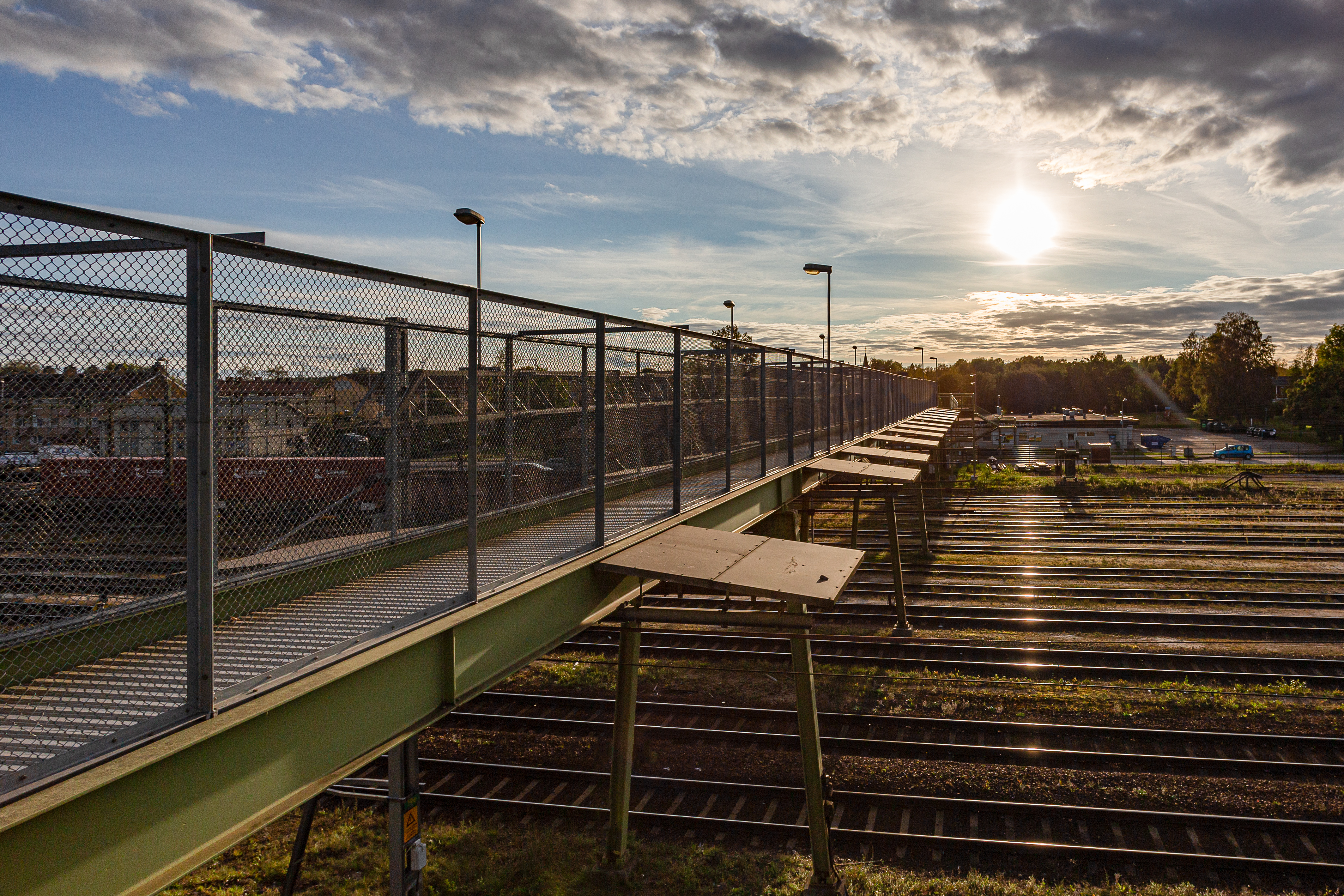
Gångbron över järnvägen

## Källhänvisningar
1. ↑  ”Fastighetsförteckning 2011”. Jernhusen AB. sid. 8. Arkiverad från originalet den 31 augusti 2017. https://web.archive.org/web/20170831002241/https://www.jernhusen.se/globalassets/dokument/fastighetsforteckning/jernhusen-fastighetsforteckning-2011.pdf. Läst 4 april 2013.
2. ↑  ”Järnväg.net om Dalabanan”. http://www.jarnvag.net/banguide/uppsala-borlange. Läst 29 januari 2020.
3. ↑  ”Järnväg.net om Godsstråket genom Bergslagen”. http://www.jarnvag.net/banguide/mjolby-storvik. Läst 29 januari 2020.
4. ↑  ”Jvgfoto.se om Avesta Krylbo”. https://jvgfoto.se/banor/dalabanan/uppsala-avesta-krylbo/avesta-krylbo-avky/. Läst 29 januari 2020.
5. ↑  "Lokal folkomröstning i Avesta" Sveriges Television 2 juni 2009
6. ↑  ”Avesta köper Krylbo station för 1,5 miljon”. Dalademokraten. 11 mars 2013. https://www.dalademokraten.se/2013-03-11/avesta-koper-krylbo-station-for-15-miljon. Läst 2 mars 2022.
7. ↑  kn, KRYLBO 9:2 AVESTA-KRYLBO JÄRNVÄGSSTATION